# Moara Jorii
Moara Jorii – wieś w Rumunii, w okręgu Botoszany, w gminie Hănești. W 2011 roku liczyła 89 mieszkańców.